# Vuurkeelzanger
De vuurkeelzanger (Oreothlypis gutturalis; synoniem: Parula gutturalis) is een zangvogel uit de familie Parulidae (Amerikaanse zangers).

## Verspreiding en leefgebied
Deze soort komt voor in de vochtige bergwouden van Costa Rica en westelijk Panama.